# Zielony Potok (dopływ Charczynki)
Zielony Potok – potok, dopływ Charczynki. Cała jego zlewnia to tereny pól uprawnych wsi Klikuszowa w województwie małopolskim, w powiecie nowotarskim, w gminie Nowy Targ.
Jest ciekiem 5 rzędu. Wypływa na wysokości 710 m w Klikuszowej. Spływa w kierunku południowym, przepływa pod torami linii kolejowej nr 99 i na wysokości około 655 m uchodzi do Charczynki jako jej lewy dopływ.
Pod względem geograficznym Zielony Potok znajduje się na zachodnich krańcach Gorców, w tym miejscu będących już tylko wzgórzami. Długość potoku wynosi niewiele ponad 1 km.